# Zeuge gesucht
Zeuge gesucht (Originaltitel Phantom Lady) ist ein in Schwarzweiß gedrehter US-amerikanischer Film noir unter Regie von Robert Siodmak nach dem Roman Phantom Lady von William Irish, einem Pseudonym von Cornell Woolrich. Der Film startete am 17. Februar 1944 im Loew’s State Theatre in New York und am 21. April 1950 in den Kinos der BRD.

## Handlung
Nach einem Streit mit seiner Ehefrau Marcela kommt Scott Henderson in einer Bar mit einer unbekannten Frau ins Gespräch. Henderson bietet ihr an, ihn in eine Revueveranstaltung zu begleiten, für die er zwei Karten hat. Sie willigt unter der Bedingung ein, dass beide nicht über persönliche Dinge reden und sich danach freundschaftlich trennen. Während der Aufführung echauffiert sich die Sängerin Estela über den auffälligen Hut der unbekannten Besucherin, der ihrem bis aufs Haar gleicht. Anschließend gehen Henderson und die Unbekannte, wie verabredet, getrennte Wege. Er kehrt nach Hause zurück, wo ihn die Polizei erwartet: In seiner Abwesenheit wurde Marcela ermordet. Der Verdacht fällt auf Henderson, der glaubt, genügend Zeugen zu haben, die ihn entlasten können. Jedoch gibt Mac, der Barmann des Lokals, wo er die Unbekannte traf, vor, sich nur an Henderson zu erinnern, nicht an seine Begleiterin. Auch der Taxifahrer, der Henderson und die Unbekannte zur Veranstaltung fuhr, Sängerin Estela und Cliff, der Schlagzeuger ihrer Begleitband, können sich nicht an das Paar erinnern.
Henderson wird wegen Mordes verurteilt, ihm droht die Hinrichtung. Seine loyale Sekretärin und rechte Hand, die er „Kansas“ nennt, ist unglücklich in ihren Chef verliebt und von seiner Unschuld überzeugt. Sie beschließt, auf eigene Faust zu ermitteln, heimlich unterstützt von Inspektor Burgess. Mac, der Barmann, kommt bei einem Verkehrsunfall ums Leben, ehe er den Grund für seine Falschaussage nennen kann. Bei Cliff hat Kansas mehr Erfolg, er gesteht, dass sein Schweigen mit Geld erkauft wurde. Als Cliff herausfindet, dass Kansas mit der Polizei im Bunde steht, und zudringlich wird, ergreift sie hastig die Flucht und holt Burgess zu Hilfe. Doch ehe er eintrifft, wird Cliff von einer neuen Figur in der Geschichte ermordet.
Der Mörder entpuppt sich als Hendersons bester Freund, der Künstler Jack Marlow. Er gibt vor, aus Südamerika angereist zu sein, um Henderson und Kansas beizustehen. Kansas findet heraus, wer die Hüte von Estela und der Unbekannten angefertigt hat, und kommt so auf die Adresse von Hendersons Begleiterin. Es stellt sich heraus, dass sie Ann Terry heißt und seit dem plötzlichen Tod ihres Verlobten unter Betreuung der Psychiaterin Dr. Ellen Chase leben muss, was ihr spurloses Verschwinden erklärt. Kansas trifft sich mit Marlow in seinem Apartment und entdeckt dort ihre Handtasche, die sie bei der Flucht aus Cliffs Wohnung zurückließ. Marlow gesteht, dass er Marcela ermordet hat, weil sie trotz ihrer gemeinsamen Affäre Henderson nicht verlassen wollte. Nach der Tat habe er den Verdacht auf ihren Mann gelenkt. Ehe er Kansas töten kann, trifft Burgess ein, Marlow entzieht sich durch Selbstmord der Verhaftung.
Henderson und Kansas werden ein Paar, was Henderson aber bis zum Ende des Films nur mit Hilfe einer Phonographenaufnahme zusagt.

## Entstehung
| Figur                  | Darsteller    | Deutscher Sprecher |
| ---------------------- | ------------- | ------------------ |
| Frank Marlow           | Franchot Tone | Paul Klinger       |
| Carol „Kansas“ Richman | Ella Raines   | Eleonore Noelle    |
| Scott Henderson        | Alan Curtis   | Heinz Engelmann    |
| Inspektor Burgess      | Thomas Gomez  | Bum Krüger         |
| Staatsanwalt (Stimme)  | Milburn Stone | Arnold Marquis     |

Zeuge gesucht wurde von Joan Harrison, einer langjährigen Mitarbeiterin Alfred Hitchcocks, produziert. Der Film bildete den Auftakt einer Reihe von Film noirs, die Robert Siodmak, seit 1943 Vertragsregisseur bei Universal Pictures, für das Studio drehte. In der Folge entstanden unter seiner Regie unter anderem Weihnachtsurlaub (1944), Rächer der Unterwelt (1946) und Gewagtes Alibi (1949). Weihnachtsurlaub und Rächer der Unterwelt wurden, wie Zeuge gesucht, von Woody Bredell fotografiert. Siodmak regte Bredell an, für seine Arbeit die Verteilung von Hell und Dunkel in Rembrandts Gemälden zu studieren.
Gedreht wurde vom 20. September bis zum 28. Oktober 1943, die Bauten schuf John B. Goodman. Die deutsche Fassung des Films entstand 1950 in München.

## Kritiken
Zeuge gesucht erhielt ein gutes Presseecho. So erfasst der US-amerikanische Aggregator Rotten Tomatoes größtenteils wohlwollende Besprechungen und ordnet den Film damit als „Frisch“ ein. Es folgen einige repräsentative Pressestimmen:

„Leider vergaßen Frau Harrison und Herr Siodmak eine wesentliche Sache – eine plausible, realistische Handlung. […] Die Langeweile wird durch das monotone Tempo noch verstärkt. Man könnte beinahe meinen, der Regisseur wäre ein paar Mal eingeschlafen. […] Einige treffend effektvolle Kulissen bilden den Hintergrund dieser Angelegenheit. Aber Effekte ohne Verstand sind fadenscheinig. Und Verstand ist es, was diesem Film fehlt.“

„Siodmaks verwinkelte Kompositionen und dramatische Lichtführung könnten ungnädig als Genrestandards abgehakt werden, aber seine Manipulation des Hauptmotivs des Films ist meisterhaft. Sein Augenmerk gilt den greifbaren und psychologischen Indizien – den ‚Aufzeichnungen‘ – des Nichtvorhandenseins.“

„Spannender, psychologisch stimmiger Kriminalfilm, dessen raffiniert konstruierte Romanvorlage geschickt umgesetzt wurde. Überraschende Wendungen und Perspektivwechsel sowie einige äußerst suggestiv entwickelte Sequenzen machen den Film zu einem der reizvollsten Vertreter des film noir.“